# Frankenia capitata
Espèce
Classification phylogénétique
Frankenia capitata (Frankenia laevis) est une espèce de plantes vivaces de la famille des Frankeniaceae, originaire des Îles Canaries et de Madère

## Synonymes
- Frankenia laevis var. capitata (Webb & Berthel.) Pit. (1909)

## Répartition
L'espèce est présente sur toutes les îles Canaries et à Madère.

## Description
Plante herbacée, formant des touffes denses, aux fleurs roses solitaires.

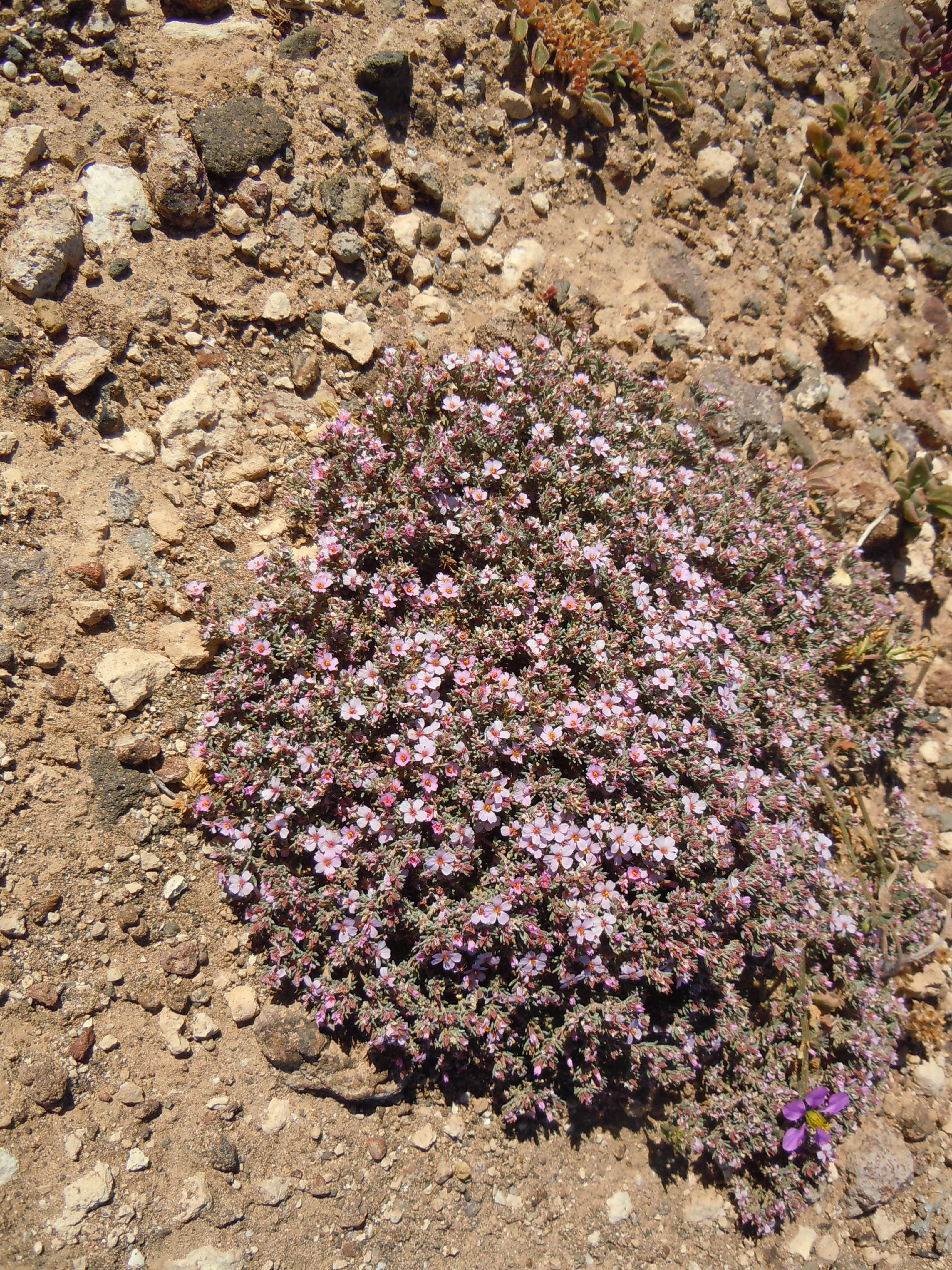
Frankenia capitata dans les rochers de la Montaña Roja à  Lanzarote
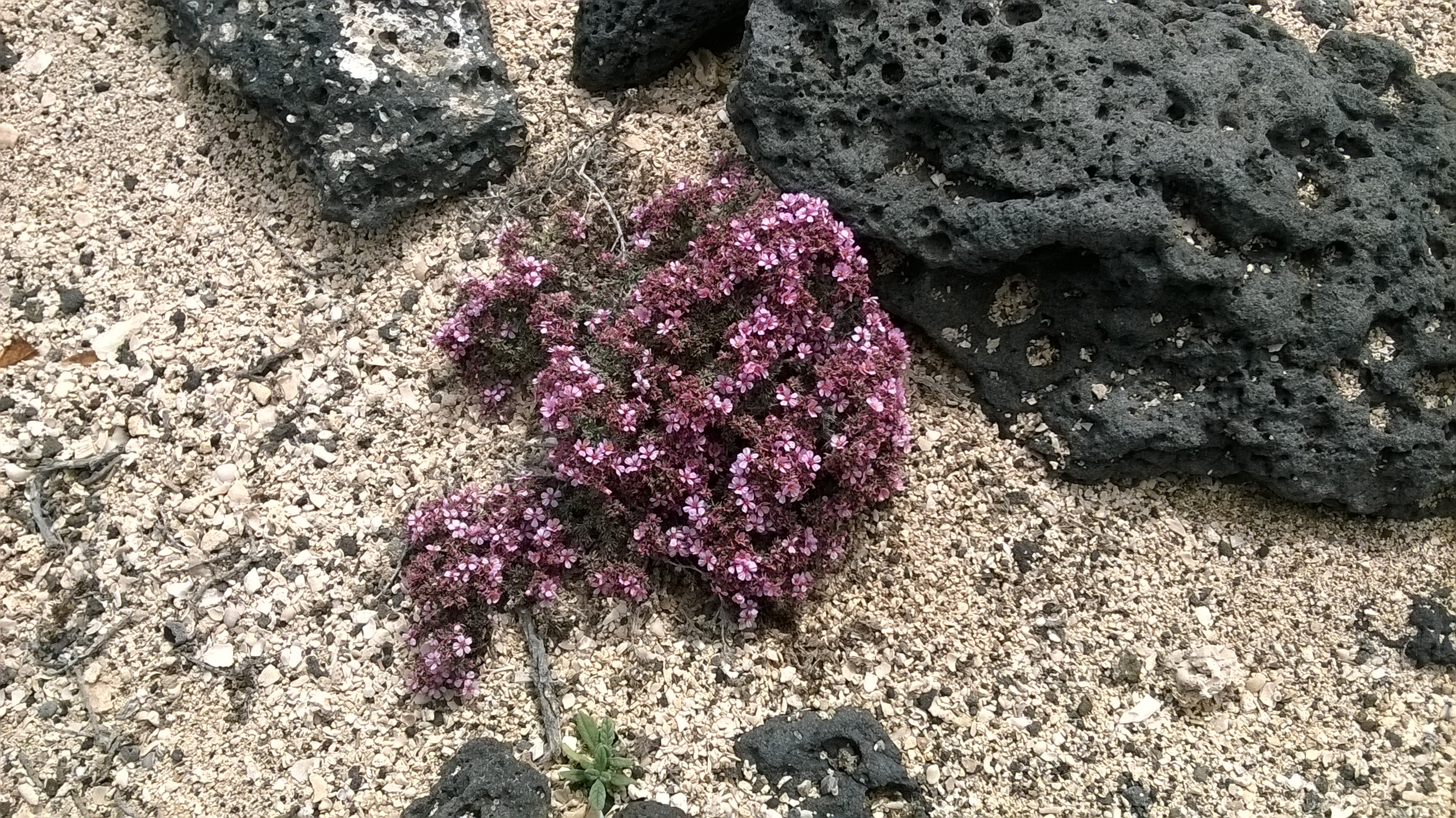
Sur la plage des Salines de Janubio

Frankenia capitata se différencie de Frankenia pulverenta par ses feuilles linéaires avec des crôutes blanchâtres.